# Кріш (Хунедоара)
Кріш (рум. Criș) — село у повіті Хунедоара в Румунії. Входить до складу комуни Блежень.
Село розташоване на відстані 321 км на північний захід від Бухареста, 41 км на північ від Деви, 79 км на південний захід від Клуж-Напоки, 140 км на північний схід від Тімішоари.

## Населення
За даними перепису населення 2002 року у селі проживали 303 особи, усі — румуни. Усі жителі села рідною мовою назвали румунську.